# Na slnečnej strane sveta
Na slnečnej strane sveta – trzeci studyjny album słowackiej piosenkarki Kristíny.

## Single
- "Jabĺčko" pierwszy singiel wydany 30 marca 2012 roku[1]. Teledysk miał swoją premierę 10 kwietnia 2012 roku na oficjalnej stronie YouTube Kristíny[2].

- "Viem lebo viem" to drugi singiel z płyty Na slnečnej strane sveta wydany 14 czerwca 2012 roku premiera odbyła się na oficjalnej stronie YouTube Kristíny[3]. Teledysk nagrywany był w Czechach, premiera odbyła się 28 września 2012 roku w Fun Radio[4].

- "Odpúšťam" 28 czerwca 2013 roku został wybrany na trzeci singiel promujący płytę Na slnečnej strane sveta[5]. Wcześniej jako singiel promocyjny Kristína zaśpiewała "Odpúšťam" w programie Modré z neba 24 października 2012 roku w słowackiej telewizji Tv Markíza[6].

## Single promocyjne
- "Ovoňaj ma ako ružu " premiera utworu odbyła się 2 lutego 2012 roku na oficjalnej stronie YouTube Kristíny[7].
- "Ľudskosť (Modlitba za ľudskosť)" Kristína zaśpiewała utwór w programie Modré z neba 17 października 2012 roku w słowackiej telewizji Tv Markíza[8].

## Lista utworów
Na slnečnej strane sveta
- 1. 	"Viem Lebo Viem" 	3:20
- 2. 	"Kde Si Ta Predstavim" 	3:27
- 3. 	"Na Slnecnej Strane Sveta" 	3:43
- 4. 	"Prepadam" 	2:56
- 5. 	"Jablcko" 	3:03
- 6. 	"Odpustam" 	3:21
- 7. 	"Kam" 	3:37
- 8. 	"Ovonaj Ma Ako Ruzu" 	3:44
- 9. 	"Tancujes Mi V Srdci" 	3:14
- 10. "Das Mi Viac" 	3:36
- 11. "Jarne Pocity" 	3:22
- 12. "Ludskost (Modlitba za ludskost)" 	4:40
- 13. "Panbozko Dnes Nie Je Doma" 	3:43
- 14. "Tak Este Dajme Si" 	3:42
- 15. "Jablcko (Martin Kavulic Remix)" 	3:18
- 16. "Viem Lebo Viem (Martin Kavulic Remix)" 	3:20
- 17. "Ovonaj Ma Ako Ruzu (Jay Beck Remix)" 	3:39

## Notowania
| Notowanie             | Najlepsza pozycja |
| --------------------- | ----------------- |
| Czechy TOP50 Prodejní | 4                 |

### Notowane utwory
| Rok                                                      | Singiel                           | Najwyższe miejsce | Najwyższe miejsce | Najwyższe miejsce | Najwyższe miejsce |
| Rok                                                      | Singiel                           | SK                | SK                | CZ                | CZ                |
| Rok                                                      | Singiel                           | 50                | 100               | 50                | 100               |
| -------------------------------------------------------- | --------------------------------- | ----------------- | ----------------- | ----------------- | ----------------- |
| 2012                                                     | "Ovoňaj ma ako ružu"              | 16                | —                 | —                 | —                 |
| 2012                                                     | "Jabĺčko"                         | 13                | —                 | 6                 | 24                |
| 2012                                                     | "Viem lebo viem"                  | 4                 | 53                | —                 | —                 |
| 2012                                                     | "Ľudskosť (Modlitba za ľudskosť)" | 28                | —                 | —                 | —                 |
| "—" oznacza, że singel nie był notowany na danej liście. |                                   |                   |                   |                   |                   |

## Historia wydania
| Kraj     | Data            | Format           |
| -------- | --------------- | ---------------- |
| Słowacja | 25 czerwca 2012 | CD               |
| Czechy   | 25 czerwca 2012 | CD               |
| Polska   | 1 sierpnia 2012 | Digital download |